# Deodato Guinaccia

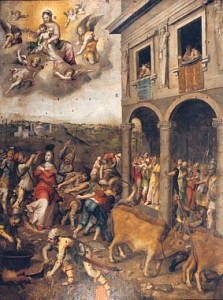
Martyrium der S. Lucia, Chiesa di S. Lucia alla Badia, Syrakus, Sizilien

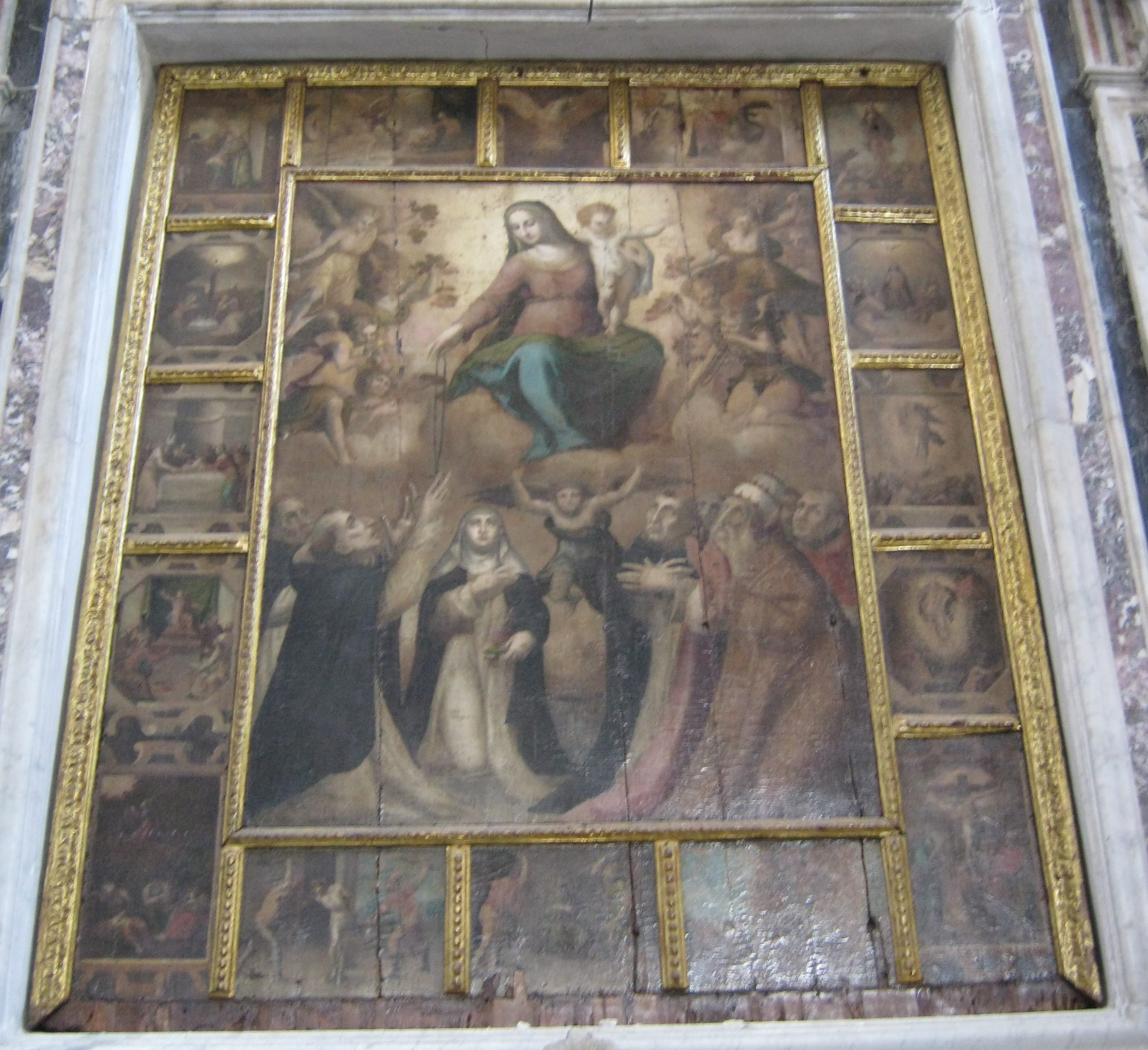
Santa Maria del Rosario, Chiesa del Rosario, Santa Lucia del Mela, Messina, Sizilien

Deodato Guinaccia, auch Deodato Napoletano, (* 1510 in Neapel; † 1585 in Messina) war ein Maler der Renaissance in Neapel und auf Sizilien.

## Leben
In Neapel war Guinaccia der wichtigste Schüler von Polidoro Caldara, genannt Polidoro da Caravaggio (1490–1549), dessen Malstil er sich zu eigen machte und dessen Werkstatt er 1549 übernahm. 1547 war es in Neapel zu Aufständen gegen die Politik des Vizekönigs Pedro Álvarez de Toledo gekommen, die auch in den folgenden Jahren anhielten und das kulturelle Leben weitgehend lähmten.
Dagegen wuchs in dieser Zeit die wirtschaftliche und kulturelle Bedeutung Messinas, so gründeten die Jesuiten 1548 die Universität Messina und zahlreiche öffentliche und private Bauvorhaben wurden realisiert, so dass der Bedarf an Architekten und Künstlern wuchs.
Schon vor 1551 verließ Deodato Guinaccia Neapel und ließ sich in Messina nieder. Hier und in der näheren Umgebung schuf er zahlreiche Tafelbilder und vereinzelt Fresken.
Sein erstes in Messina dokumentiertes Tafelbild ist eine „Verkündigung“, die Deodato für den Hochaltar der S. Maria delle Grazie schuf (bezeichnet: „Deodat. G. Neap. Ex voto pinxit 1551“). Die Kirche gehörte zum Convento Teresiani an der Porta Flavia, der mitsamt der Kirche während eines Erdbebens im Jahr 1783 zerstört wurde. Eines seiner Hauptwerke ist die „Pieta“ auf dem Monte di Pieta in Messina.
Von den Zeitgenossen wurden die Komposition, das Chiaroscuro und das harmonische Kolorit seiner Bilder gerühmt. Viele seiner Werke wurden während des Erdbebens zerstört.
Die Brüder Giovanni Simone und Francesco Comandè sowie Cesare di Napoli waren seine Schüler.

## Werk
- Chiesa dei Cappuccini (Ragusa): Christi Geburt
- Chiesa di San Lucia alla Badia (Syrakus): Martyrium der S. Lucia
- Chiesa di S. Maria del Gesù (Naso): Immacolata (Messina)
- Chiesa San Francesco d´Assisi: (Messina): Gemälde
- Chiesa Matrice (Gela): Mariä Himmelfahrt
- Santa Maria Nuova (Licata): Anbetung der Hirten (1572)
- La Basilica Cattedrale (Santa Lucia del Mela): San Marco (1581)
- La Basilica Cattedrale: Oratorio del Rosario (Santa Lucia del Mela): Fresko Santa Maria der Rosario
- Chiesa San Filippo Inferiore (Messina): Heimsuchung
- Chiesa di Monte di Pietá (Messina) Madonna della Pieta
- Chiesa Confraternita de Pellegrini (Messina): Trinität
- Chiesa San Salvatore de Greci (Messina) Verklärung
- Chiesa Santa Nunziata (Catania): Kreuztragung
- Chiesa dei Gesuiti (Caltagirone) Christi Geburt
- Museo Regionale di Messina: Anbetung der Hirten (1580) aus der Chiesa di San Giacomo (Milazzo)